# Fattoruso (documental)
Fattoruso es un documental uruguayo-brasileño de 2017. Dirigido por Santiago Bednarik, retrata la vida y obra del compositor, arreglador, multinstrumentista y cantante uruguayo Hugo Fattoruso. Recopila material del archivo y entrevistas inéditas a destacadas figuras de la música del Río de la Plata y del Brasil, tales como Geraldo Azevedo, Chico Buarque, Fernando Cabrera, Djavan, León Gieco, Milton Nascimento, Litto Nebbia, Fito Páez, Andres Calamaro
Hermeto Pascoal, Rubén Rada y Jaime Roos, entre otros. Se estrenó en Montevideo, el 6 de mayo de 2017, en el Auditorio Nacional del Sodre.